# Алексис Јозеф Делзон
Алексис Делзон (фр. Alexis Joseph Delzons; 26. март 1775 – 24. октобар 1812) је био француски генерал.

## Биографија
Рођен је у Оријаку 1775. године. Учествовао је у ратовима у Италији 1796. и Египту 1798. године у склопу Француских револуционарних ратова. У Наполеоновим ратовима се налазио у склопу француске армије која је заузела Дубровник укидајући Републику 1806. године. У рату 1809. године командовао је пуком у корпусу генерала Мармона у Лици. После оснивања „Наполеонове Илирије“ (1809—1814), био је командант Љубљане, затим Карловца, а 1810. године је именован за инспектора Наполеонових хрватских пукова. Једно време је вршио дужност команданта Илирских провинција. Као командант 13. дивизије 4. корпуса у чијем се саставу налазио и један хрватски пук, учествовао је 1812. године у француској инвазији на Русију. Том приликом је и погинуо 24. октобра 1812. године у бици код Малојарославеца.